# つるぎ町
つるぎ町（つるぎちょう）は、徳島県の町。美馬郡に属している。

## 地理
吉野川の南側に位置する町である。
徳島県の西部の山間地域には急峻な斜面が多く、カヤをすき込む土壌流出防止法や独特な農具の利用など特徴的な急傾斜地農耕が継承されており、「にし阿波の傾斜地農耕システム」としてつるぎ町を含む地域が2018年3月に国連食糧農業機関（FAO）から世界農業遺産に認定された。
- 山：矢筈山、丸笹山、赤帽子山、中尾山、黒笠山、友内山、高丸、火打山、白滝山
- 河川：吉野川、半田川、貞光川、大藤谷川、片川、明谷川
- 湖沼：夫婦池
- 滝：鳴滝、土釜

### 人口
合併当初は約1万2000人ほどであったが過疎化の為に年々、右肩下がりで減少し2013年（平成25年）に1万人を切り、2020年（令和2年）時点では8千人を下回る。大半の住民は町内の北側の吉野川沿岸に集中している。
| |                                          |  |
| つるぎ町と全国の年齢別人口分布（2005年） | つるぎ町の年齢・男女別人口分布（2005年） |  |
| ■紫色 ― つるぎ町 ■緑色 ― 日本全国 | ■青色 ― 男性 ■赤色 ― 女性                |  |
| つるぎ町（に相当する地域）の人口の推移 \| 1970年（昭和45年） \| 23,310人 \| \| \| 1975年（昭和50年） \| 20,310人 \| \| \| 1980年（昭和55年） \| 18,857人 \| \| \| 1985年（昭和60年） \| 17,341人 \| \| \| 1990年（平成2年） \| 15,794人 \| \| \| 1995年（平成7年） \| 14,614人 \| \| \| 2000年（平成12年） \| 13,100人 \| \| \| 2005年（平成17年） \| 11,722人 \| \| \| 2010年（平成22年） \| 10,490人 \| \| \| 2015年（平成27年） \| 8,927人 \| \| \| 2020年（令和2年） \| 7,715人 \| \| |                                          |  |
| 総務省統計局 国勢調査より |                                          |  |
| 1970年（昭和45年） | 23,310人                                 |  |
| 1975年（昭和50年） | 20,310人                                 |  |
| 1980年（昭和55年） | 18,857人                                 |  |
| 1985年（昭和60年） | 17,341人                                 |  |
| 1990年（平成2年） | 15,794人                                 |  |
| 1995年（平成7年） | 14,614人                                 |  |
| 2000年（平成12年） | 13,100人                                 |  |
| 2005年（平成17年） | 11,722人                                 |  |
| 2010年（平成22年） | 10,490人                                 |  |
| 2015年（平成27年） | 8,927人                                  |  |
| 2020年（令和2年） | 7,715人                                  |  |

### 隣接自治体
- 徳島県
  - 美馬市
  - 三好市
  - 三好郡東みよし町

## 歴史
- 2005年（平成17年）3月1日 - 美馬郡半田町・貞光町・一宇村が新設合併してつるぎ町が発足。同日町章を制定[4][1]。
- 2007年（平成19年）10月17日 - 町花・町木・町鳥を制定[1]。

## 行政

### 町長
| 代位  | 町長氏名 | 任期                         | 任期                        | 肩書き              | 所属政党 | 備考                |
| 代位  | 町長氏名 | 就任年月日                   | 退任年月日                  | 肩書き              | 所属政党 | 備考                |
| ----- | -------- | ---------------------------- | --------------------------- | ------------------- | -------- | ------------------- |
| -     | 切上悦男 | 2005年（平成17年）3月1日     | 2005年（平成17年）4月10日   | 元旧一宇村長        | 無所属   | 町長職務執行者      |
| 初代  | 兼西茂   | 2005年（平成17年）4月10日    | 2009年（平成21年）4月9日    | 元旧半田町長（2期） | 無所属   | 投票率84.61%（1期） |
| 第2代 | 兼西茂   | 2009年（平成21年）4月10日    | 2013年（平成25年）4月9日    | 元旧半田町長（2期） | 無所属   | 無投票（2期）       |
| 第3代 | 兼西茂   | 2013年（平成25年）4月10日    | 2017年（平成29年）4月9日    | 元旧半田町長（2期） | 無所属   | 無投票（3期）       |
| 第4代 | 兼西茂   | 2017年（平成29年）4月10日    | 2021年（令和3年）4月9日予定 | 元旧半田町長（2期） | 無所属   | 無投票（4期）       |
| 第5代 | 兼西茂   | 2021年（令和3年）4月10日予定 | 2025年（令和7年）4月9日予定 | 元旧半田町長（2期） | 無所属   | 無投票（5期）       |

### 町旗・町章
町旗

つるぎ町の紋章

2005年（平成17年）3月1日の自治体誕生と同時に制定し、紋章を真ん中に置き、地色は白色とする。
町章
2005年（平成17年）3月1日の自治体誕生と同時に制定し、「つ」の字を図案化した。色は指定されており、吉野川の清流を意味する青色・自然を意味する緑色・剣山を意味する白色である。

### 財政
| 内訳               | 内訳                         | 内訳                         | 数値          |
| ------------------ | ---------------------------- | ---------------------------- | ------------- |
| 平成25年度当初予算 | 平成25年度当初予算           | 平成25年度当初予算           | 71億4200万円  |
| 地方債残高         | 地方債残高                   | 地方債残高                   | 100億3700万円 |
| 基金残高           | 基金残高                     | 基金残高                     | 43億8112万円  |
| 実質赤字率         | 実質赤字率                   | 実質赤字率                   | -             |
| 実質公債費比率     | 実質公債費比率               | 実質公債費比率               | 11.3%         |
| 連結実質赤字比率   | 連結実質赤字比率             | 連結実質赤字比率             | -             |
| 将来負担比率       | 将来負担比率                 | 将来負担比率                 | 57.6%         |
| 歳入               | 町税                         | 町税                         | 9.2%          |
| 歳入               | 使用料・手数料               | 使用料・手数料               | 2.1%          |
| 歳入               | 繰入金                       | 繰入金                       | 7.7%          |
| 歳入               | 地方交付税                   | 地方交付税                   | 54.5%         |
| 歳入               | 国庫支出金                   | 国庫支出金                   | 4.5%          |
| 歳入               | 県支出金                     | 県支出金                     | 6.9%          |
| 歳入               | 町債                         | 町債                         | 10.4%         |
| 歳入               | その他                       | 自主財源                     | 1.9%          |
| 歳入               | その他                       | 依存財源                     | 2.8%          |
| 歳出               | 普通建設事業費               | 普通建設事業費               | 7.3%          |
| 歳出               | 人件費                       | 人件費                       | 24.6%         |
| 歳出               | 扶助費                       | 扶助費                       | 8.9%          |
| 歳出               | 公債費                       | 公債費                       | 15.6%         |
| 歳出               | その他（物件費・補助費など） | その他（物件費・補助費など） | 43.6%         |

## 議会

### 町議会
- 定数：12人
- 任期：2018年12月1日 - 2022年11月30日

### 衆議院
- 選挙区：徳島2区（鳴門市、吉野川市、阿波市、美馬市、三好市、板野郡、美馬郡、三好郡）
- 任期：2021年10月31日 - 2025年10月30日
- 投票日：2021年10月31日
- 当日有権者数：260,655人
- 投票率：50.99％

| 当落 | 候補者名   | 年齢 | 所属党派   | 新旧別 | 得票数   | 重複 |
| ---- | ---------- | ---- | ---------- | ------ | -------- | ---- |
| 当   | 山口俊一   | 71   | 自由民主党 | 前     | 76,879票 | ○    |
|      | 中野真由美 | 50   | 立憲民主党 | 新     | 43,473票 | ○    |
|      | 久保孝之   | 58   | 日本共産党 | 新     | 8,851票  |      |

## 行政組織
国の機関
- 国土交通省四国地方整備局徳島河川国道事務所　吉野川貞光出張所（貞光）

警察・消防
- 美馬警察署つるぎ庁舎（貞光）
- 美馬西部消防組合 一宇出張所

## 教育

### 高等学校
- 徳島県立つるぎ高等学校
- 徳島県立穴吹高等学校一宇分校（廃校）

### 中学校
- つるぎ町立貞光中学校
- つるぎ町立半田中学校
- つるぎ町立八千代中学校（休校）
- つるぎ町立一宇中学校（休校）

### 小学校
- つるぎ町立貞光小学校（旧貞光町）
- つるぎ町立太田小学校（旧貞光町）
- つるぎ町立半田小学校（旧半田町）
- つるぎ町立柴内小学校（休校）（旧貞光町）
- つるぎ町立皆瀬小学校（休校）（旧貞光町・旧端山村）
- つるぎ町立端山小学校（休校）（旧貞光町・旧端山村）
- つるぎ町立平野小学校（休校）（旧貞光町・旧端山村）
- つるぎ町立八千代小学校（休校）（旧半田町・旧八千代村）
- つるぎ町立紙屋小学校（休校）（旧半田町・旧八千代村）
- つるぎ町立坂根小学校（休校）（旧半田町）
- つるぎ町立日浦小学校（休校）（旧半田町）
- つるぎ町立古見小学校（休校）（旧一宇村）

### 幼稚園
- つるぎ町立貞光幼稚園
- つるぎ町立半田幼稚園
- つるぎ町立太田幼稚園（休校）（旧貞光町）
- つるぎ町立八千代幼稚園（休校）（旧半田町・旧八千代村）
- つるぎ町立古見幼稚園（休校）（旧一宇村）

## 交通

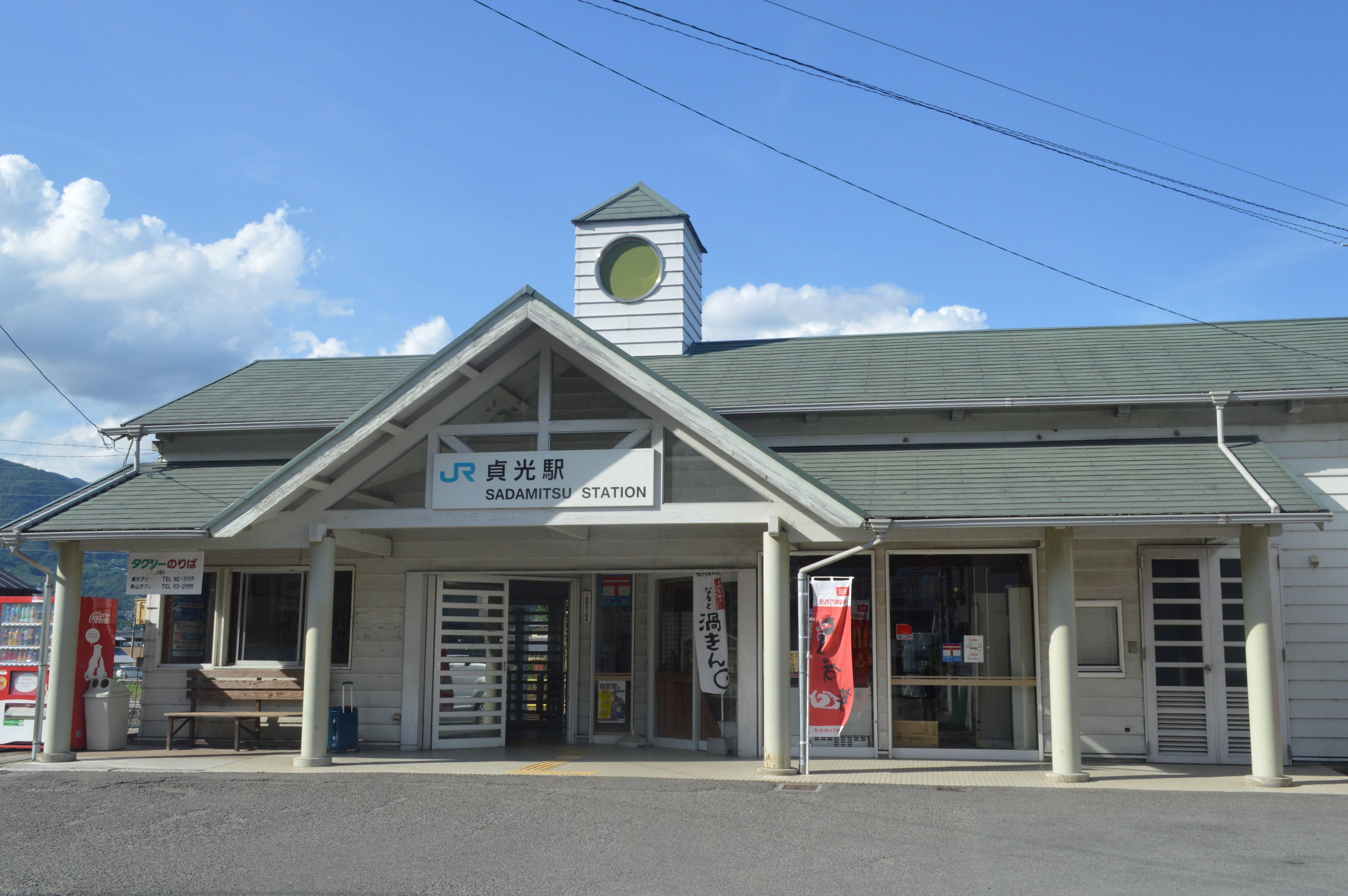
貞光駅

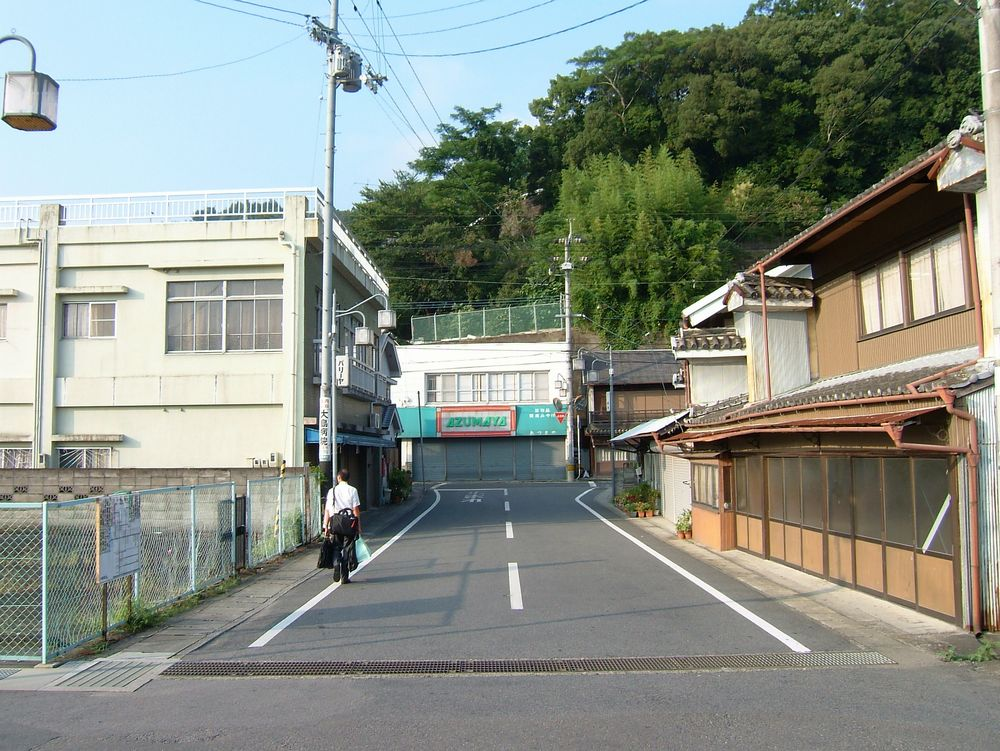
貞光駅前

### 鉄道
- 四国旅客鉄道（JR四国）
  - 徳島線：（東みよし町） - 阿波半田駅 - 貞光駅 - （美馬市）

### 路線バス
- つるぎ町コミュニティーバス[6]

### 道路
つるぎ町に高速道路は通っていない。

#### 一般国道
- 国道192号
- 国道438号

#### 県道
- 徳島県道126号半田貞光線
- 徳島県道127号美馬半田線
- 徳島県道131号美馬貞光線
- 徳島県道158号貞光停車場線
- 徳島県道159号阿波半田停車場線
- 徳島県道255号端山調子野線
- 徳島県道256号上蓮小野線
- 徳島県道257号蔭名小野線
- 徳島県道258号小谷西端山線
- 徳島県道259号一宇古宮線
- 徳島県道260号中野木屋平線
- 徳島県道261号菅生伊良原線
- 徳島県道263号高清貞光線

#### 道の駅
- 貞光ゆうゆう館

## 観光地

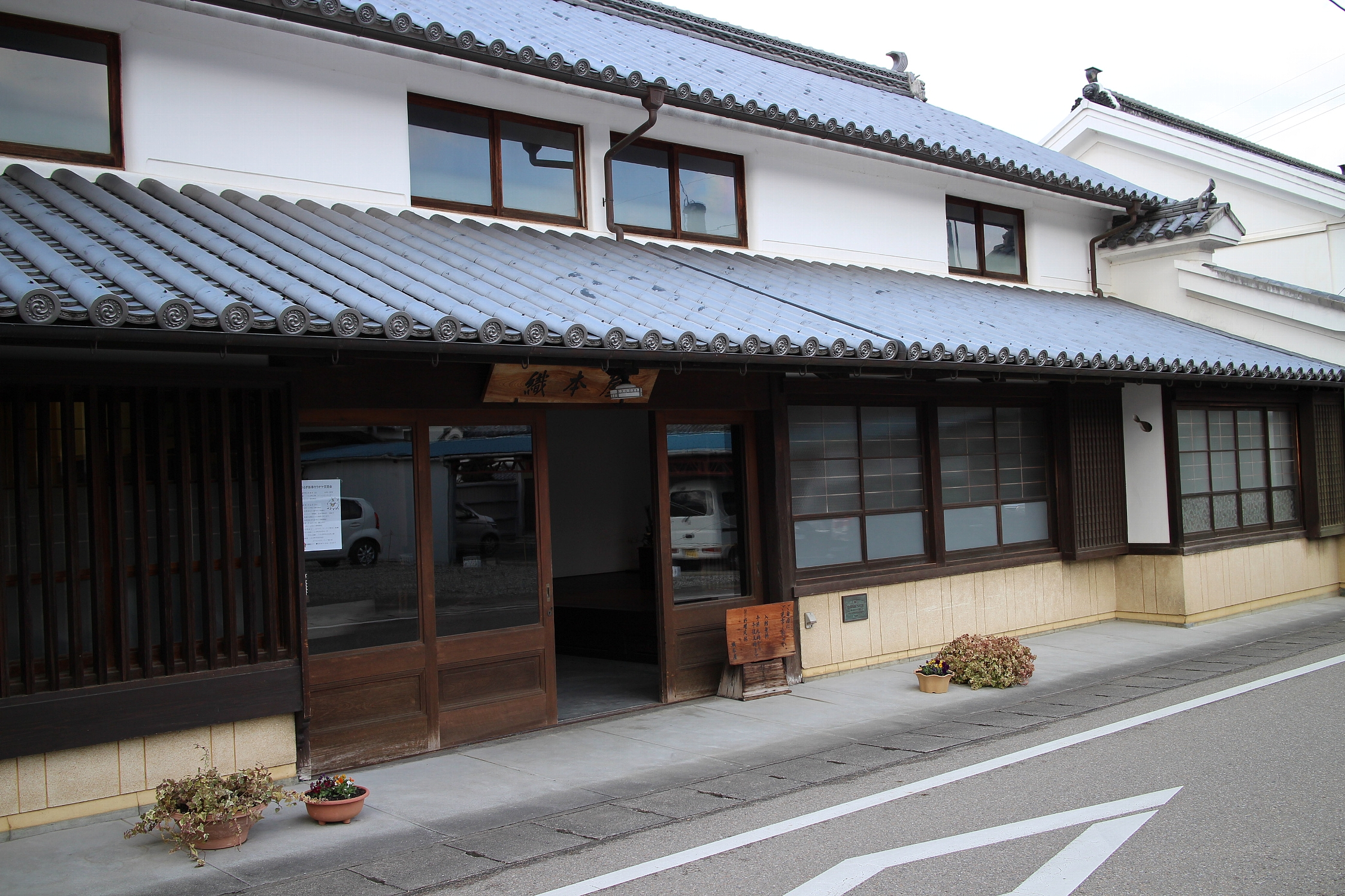
織本屋

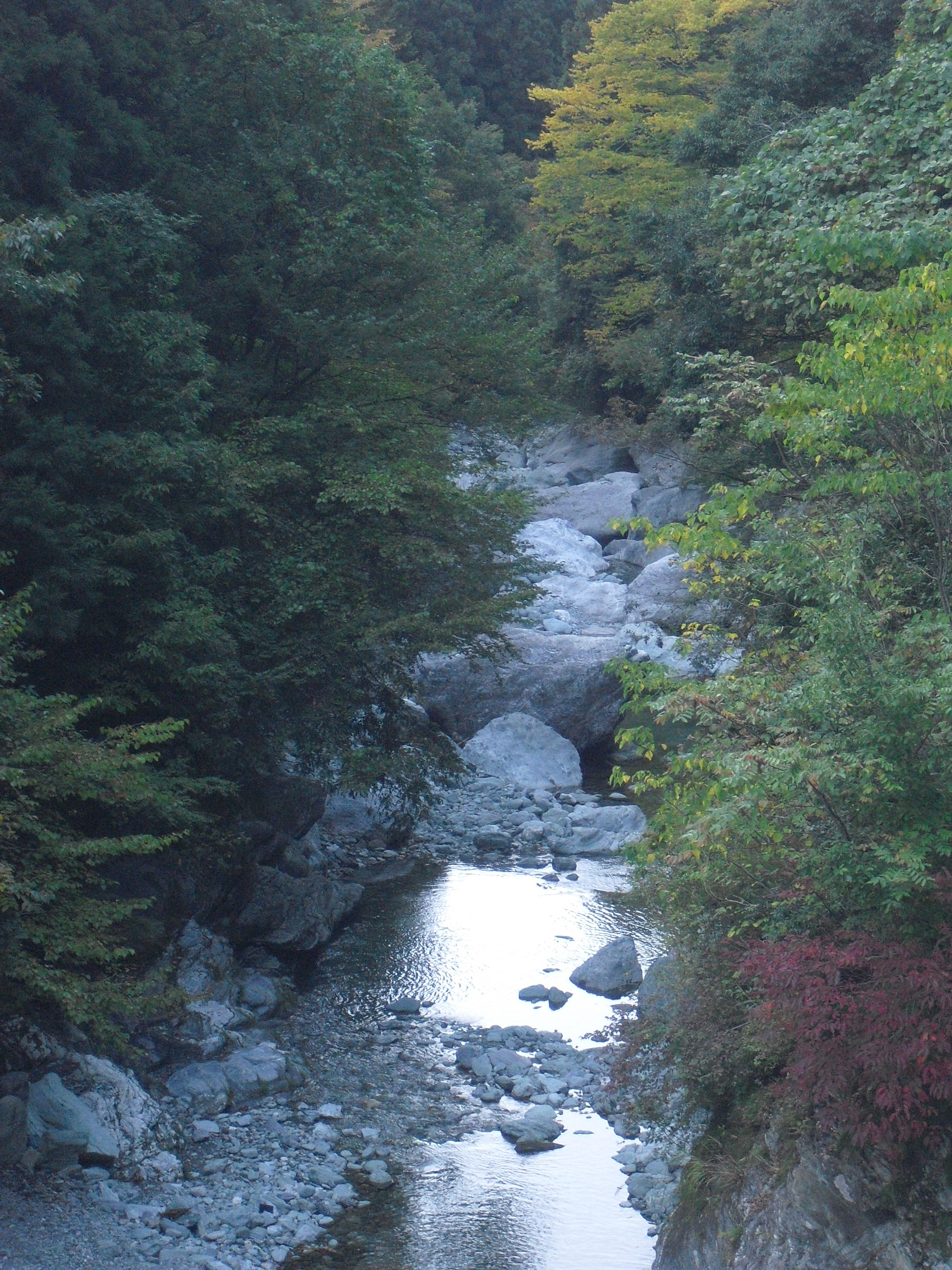
一宇峡

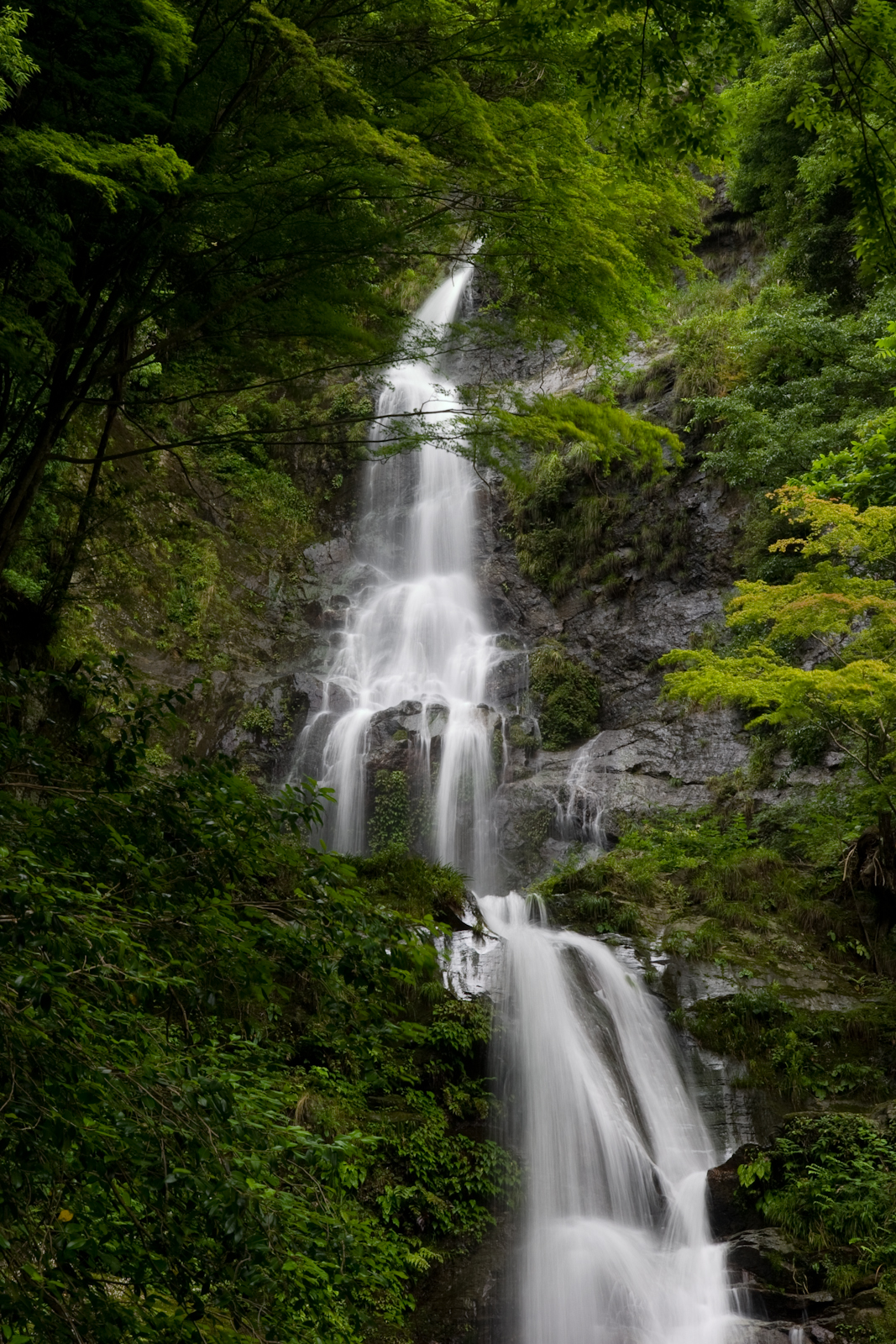
鳴滝

### 名所
- 剣山木綿麻温泉
- 二層うだつの町並み - 四国八十八景10番。一宇街道沿いにうだつのある町並みがあり、二層うだつが特徴[7]。
- 織本屋 - 酒造業を営む商家として建てられたもので、二層のうだつがあり、現在は町の所有となっている。2006年（平成18年）3月27日に国の登録有形文化財となった。木造2階建、瓦葺、建築面積276m2[8]。
- 土釜
- 鳴滝
- 土々呂の滝
- 一宇峡
- 赤羽根大師のエノキ - 国の天然記念物。

### 公園
- 於安パーク
- 土々呂の滝親水公園

### 社寺・史跡
- 松尾神社 - 天の岩戸神楽が奉納される。
- 天日神社
- 剣山本宮宝蔵石神社 - 剣山山頂にある。四国太郎山忌部修験霊峰剣山頂上の宮。
- 御所神社 - 忌部神社の摂社。
- 木地屋石堂神社
- 半田石堂神社
- 多聞寺 - 室町時代初期の庭園様式の庭園がある。
- 東福寺 - 新四国曼荼羅霊場70番札所。2012年に本堂が国の登録有形文化財となった。
- 神宮寺 - 新四国曼荼羅霊場69番札所。
- 於安御前
- 引地堂 - 映画『虹をつかむ男』に登場したお堂[7]。
- 旧永井家庄屋屋敷

### 催事
- 一宇の雨乞い踊り - 徳島県指定無形民俗文化財。
- 川見の踊り念仏 - 徳島県指定無形民俗文化財。川見堂で8月14日夜に行われる。
- 木屋の踊り念仏 - 徳島県指定無形民俗文化財。木屋堂で8月13日夜に行われる。
- 剣山お山開き - 毎年4月29日。

## 名産
- 半田素麺
- ゆず
- ほし柿[9]。

つるぎ町には多くの巨樹・巨木があり、「巨樹王国」を自称している。2010年（平成22年）5月29日と30日には「第23回巨木を語ろう全国フォーラムつるぎ町大会」が開催された。巨樹を活かした地域おこしを実施しており、民間旅行会社が旅行商品として巨樹めぐりツアーを販売している。

## 著名な出身者
- 前田半田 - 日本画家（旧・半田町出身）
- 逢坂藍水 - 歌人（旧・半田町出身）
- 保岡栄二 - フリーアナウンサー、元四国放送アナウンサー（旧・貞光町出身）
- 山元八郎 - プロ釣り師（旧・貞光町出身）
- 柏尾馬之助 - 幕末の剣豪で北辰一刀流剣術の剣客。浪士組六番隊や新徴組剣術教授方。後に倒幕運動参加。
- くいしんぼう仮面 - プロレスラー・大阪プロレス所属（旧・貞光町出身）
- 谷哲也 - 元プロ野球選手・中日ドラゴンズ所属（旧・半田町出身）
- 北島康雄 - バンド四星球のボーカル
- 中山聡 - プロ釣り師・DAIWASWチーム（グローブライド）所属（旧・貞光町出身）
- 白川容子 - 参議院議員・元香川県議会議員・日本共産党中央委員（旧・貞光町出身）